# Olympische Sommerspiele 1960/Leichtathletik – 80 m Hürden (Frauen)
Der 80-Meter-Hürdenlauf der Frauen bei den Olympischen Spielen 1960 in Rom wurde am 31. August und 1. September 1960 im Stadio Olimpico ausgetragen. 36 Athletinnen nahmen teil.
Olympiasiegerin wurde Irina Press aus der Sowjetunion. Sie gewann vor der Britin Carole Quinton und der Deutschen Gisela Birkemeyer.
Für Deutschland nahmen zwei weitere Läuferinnen teil. Karin Richert und Zenta Kopp schieden beide im Viertelfinale aus. Für Österreich ging Friedl Murauer an den Start, die jedoch in ihrem Vorlauf scheiterte. Läuferinnen aus der Schweiz und Liechtenstein nahmen nicht teil.

## Rekorde

### Bestehende Rekorde

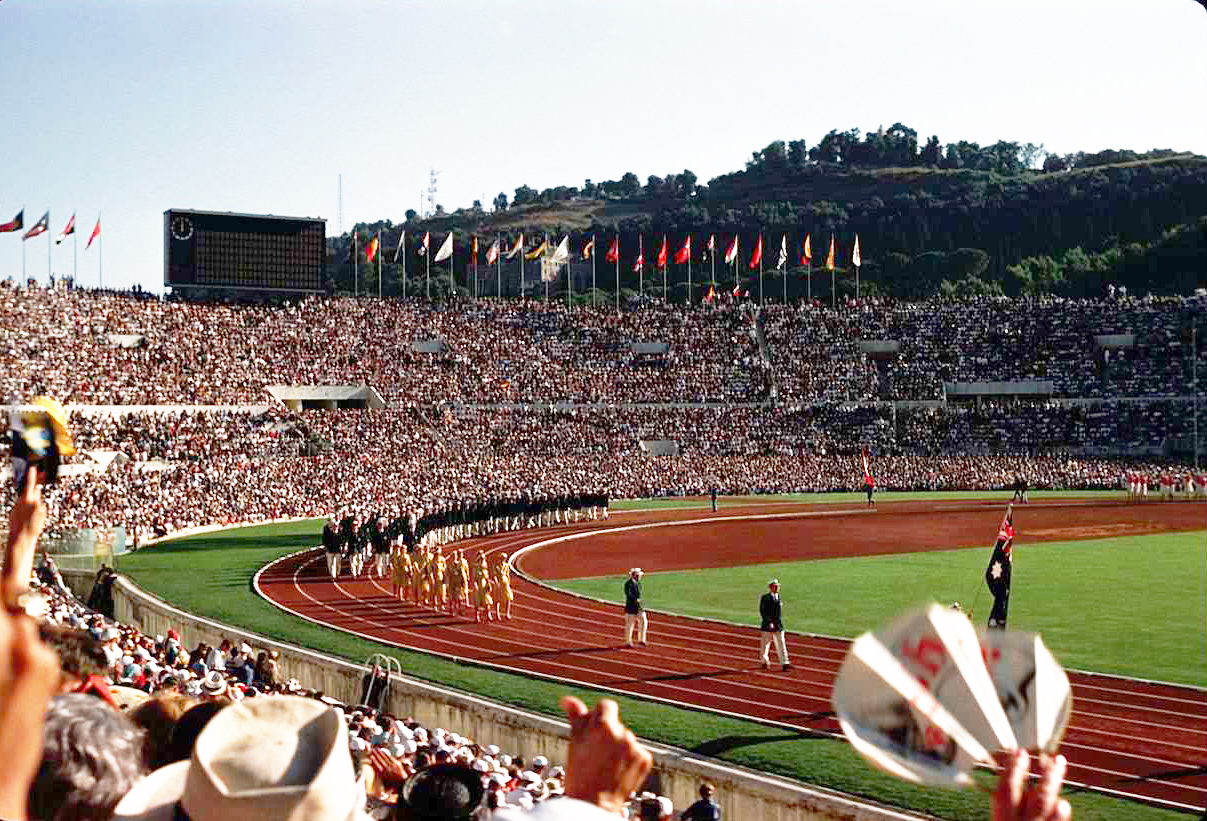
Das Olympiastadion während der Eröffnungsfeier

| Weltrekord         | 10,5 s | Gisela Birkemeyer ( DDR)          | Leipzig, DDR (heute Deutschland) | 24. Juli 1960     |
| Olympischer Rekord | 10,7 s | Shirley de la Hunty ( Australien) | Finale OS Melbourne, Australien  | 28. November 1956 |

### Rekordegalisierung / -verbesserung
Die sowjetische Olympiasiegerin Irina Press egalisierte den bestehenden olympischen Rekord und verbesserte ihn dann:
- 10,7 s – erster Vorlauf am 31. August bei einem Gegenwind von 0,4 m/s
- 10,6 s – zweites Halbfinale am 31. August bei Windstille

## Durchführung des Wettbewerbs
36 Hürdensprinterinnen traten am 31. August zu sechs Vorläufen an. Die jeweils zwei Laufschnellsten – hellblau unterlegt – qualifizierten sich für das Halbfinale am selben Tag. Aus den Vorentscheidungen erreichten die jeweils besten drei Athletinnen – wiederum hellblau unterlegt – das Finale am 1. September.

## Zeitplan
31. August, 10:25 Uhr: Vorläufe

31. August, 17:20 Uhr: Halbfinale

1. September, 17:10 Uhr: Finale

## Vorläufe
Datum: 31. August 1960, ab 10:25 Uhr

### Vorlauf 1

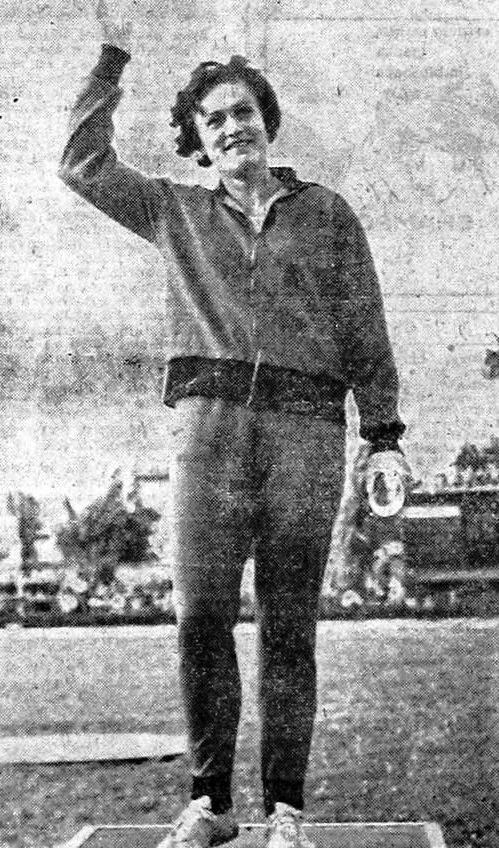
Draga Stamejčič – ausgeschieden als Dritte des ersten Vorlaufs

Wind: −0,4 m/s
| Platz | Name                  | Nation         | Offizielle Zeit handgestoppt | Inoffizielle Zeit elektronisch |
| ----- | --------------------- | -------------- | ---------------------------- | ------------------------------ |
| 1     | Irina Press           | Sowjetunion    | 10,7 s ORe                   | 10,91 s                        |
| 2     | Carole Quinton        | Großbritannien | 10,9 s0000                   | 11,07 s                        |
| 3     | Draga Stamejčič       | Jugoslawien    | 11,3 s0000                   | 11,47 s                        |
| 4     | Ulla-Britt Wieslander | Schweden       | 11,5 s0000                   | 11,60 s                        |
| 5     | Irene Robertson       | USA            | 11,6 s0000                   | 11,69 s                        |

### Vorlauf 2
Wind: −0,5 m/s
| Platz | Name              | Nation         | Offizielle Zeit handgestoppt | Inoffizielle Zeit elektronisch |
| ----- | ----------------- | -------------- | ---------------------------- | ------------------------------ |
| 1     | Mary Bignal       | Großbritannien | 11,2 s                       | 11,40 s                        |
| 2     | Norma Thrower     | Australien     | 11,4 s                       | 11,54 s                        |
| 3     | Sneschana Kerkowa | Bulgarien      | 11,6 s                       | 11,73 s                        |
| 4     | Wanda dos Santos  | Brasilien      | 11,7 s                       | 11,84 s a                      |
| 5     | Bertha Díaz       | Kuba           | 11,7 s                       | 11,83 s a                      |

### Vorlauf 3
Wind: −0,4 m/s
| Platz | Name                   | Nation           | Offizielle Zeit handgestoppt | Inoffizielle Zeit elektronisch |
| ----- | ---------------------- | ---------------- | ---------------------------- | ------------------------------ |
| 1     | Rimma Koscheljowa      | Sowjetunion      | 11,1 s                       | 11,26 s                        |
| 2     | Denise Laborie-Guénard | Frankreich       | 11,2 s                       | 11,37 s                        |
| 3     | Alena Stolzová         | Tschechoslowakei | 11,4 s                       | 11,59 s                        |
| 4     | Jo Ann Terry-Grissom   | USA              | 11,4 s                       | 11,58 s                        |
| DNS   | Mária Bácskai          | Ungarn           |                              |                                |

### Vorlauf 4

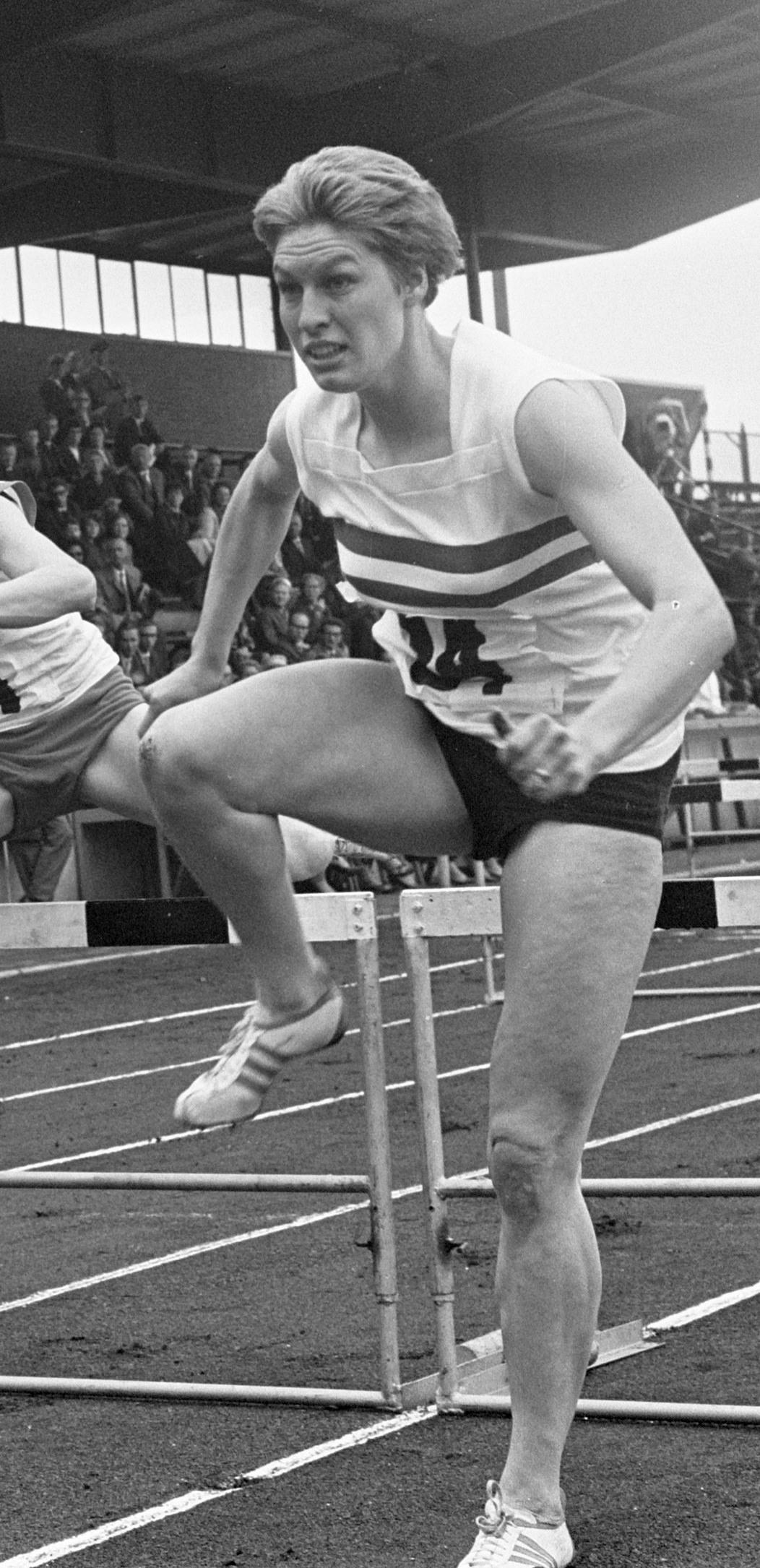
Pat Nutting – spätere Pat Pryce (hier im Jahr 1964) – ausgeschieden als Dritte des vierten Vorlaufs
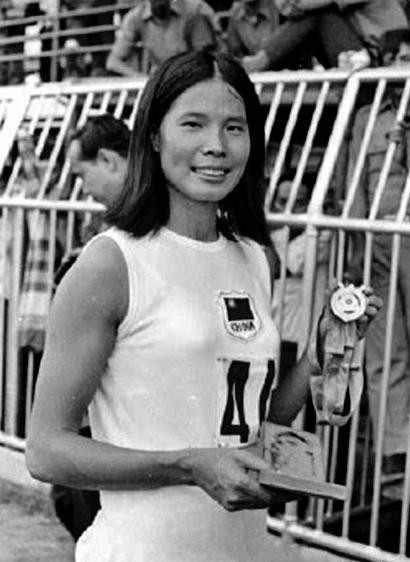
Chi Cheng (Foto: 1970) – 1968 gewann sie Olympiabronze – hier ausgeschieden als Fünfte des sechsten Vorlaufs

Wind: −0,5 m/s
| Platz | Name              | Nation         | Offizielle Zeit handgestoppt | Inoffizielle Zeit elektronisch |
| ----- | ----------------- | -------------- | ---------------------------- | ------------------------------ |
| 1     | Gisela Birkemeyer | Deutschland    | 11,2 s                       | 11,31 s                        |
| 2     | Barbara Sosgórnik | Polen          | 11,4 s                       | 11,56 s                        |
| 3     | Pat Nutting       | Großbritannien | 11,5 s                       | 11,65 s                        |
| 4     | Sally McCallum    | Kanada         | 11,7 s                       | 11,90 s                        |
| 5     | Friedl Murauer    | Österreich     | 11,9 s                       | 12,08 s                        |

### Vorlauf 5
Wind: −0,5 m/s
| Platz | Name           | Nation      | Offizielle Zeit handgestoppt | Inoffizielle Zeit elektronisch |
| ----- | -------------- | ----------- | ---------------------------- | ------------------------------ |
| 1     | Karin Richert  | Deutschland | 11,2 s                       | 11,40 s                        |
| 2     | Teresa Ciepły  | Polen       | 11,3 s                       | 11,46 s                        |
| 3     | Simone Brièrre | Frankreich  | 11,6 s                       | 11,75 s                        |
| 4     | Gloria Wigney  | Australien  | 11,7 s                       | 11,89 s                        |

### Vorlauf 6
Wind: −0,9 m/s
| Platz | Name            | Nation      | Offizielle Zeit handgestoppt | Inoffizielle Zeit elektronisch |
| ----- | --------------- | ----------- | ---------------------------- | ------------------------------ |
| 1     | Zenta Kopp      | Deutschland | 10,9 s                       | 11,10 s                        |
| 2     | Galina Bystrowa | Sowjetunion | 11,1 s                       | 11,26 s                        |
| 3     | Letizia Bertoni | Italien     | 11,4 s                       | 11,54 s                        |
| 4     | Shirley Crowder | USA         | 12,3 s                       | 12,43 s                        |
| 5     | Chi Cheng       | Taiwan      | 12,6 s                       | 12,71 s                        |

## Halbfinale
Datum: 31. August 1960, ab 17:20 Uhr

### Lauf 1

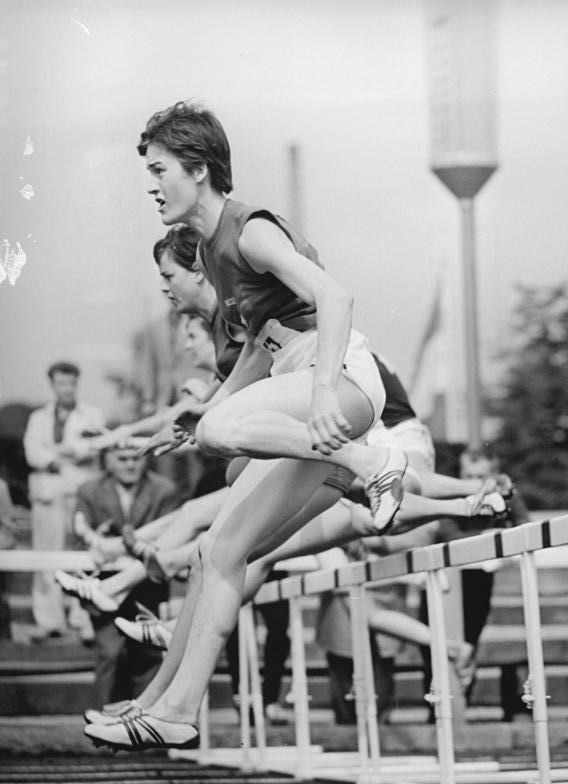
Karin Richert – als Karin Balzer vier Jahre später Olympiasiegerin – schied als Vierte des ersten Halbfinals aus
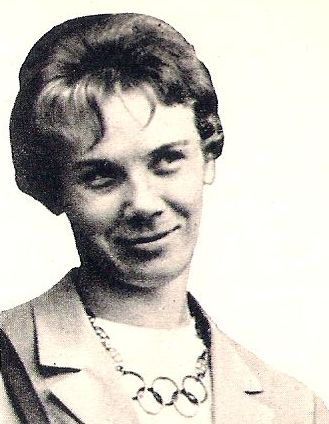
Teresa Ciepły – ausgeschieden als Fünfte des zweiten Halbfinals

Wind: −0,9 m/s
| Platz | Name              | Nation         | Offizielle Zeit handgestoppt | Inoffizielle Zeit elektronisch |
| ----- | ----------------- | -------------- | ---------------------------- | ------------------------------ |
| 1     | Galina Bystrowa   | Sowjetunion    | 11,0 s                       | 11,16 s                        |
| 2     | Mary Bignal       | Großbritannien | 11,0 s                       | 11,16 s                        |
| 3     | Rimma Koscheljowa | Sowjetunion    | 11,1 s                       | 11,22 s                        |
| 4     | Karin Richert     | Deutschland    | 11,1 s                       | 11,27 s                        |
| 5     | Norma Thrower     | Australien     | 11,3 s                       | 11,46 s                        |
| 6     | Barbara Sosgórnik | Polen          | 11,3 s                       | 11,44 s                        |

### Lauf 2
Wind: ±0,0 m/s
| Platz | Name                   | Nation         | Offizielle Zeit handgestoppt | Inoffizielle Zeit elektronisch |
| ----- | ---------------------- | -------------- | ---------------------------- | ------------------------------ |
| 1     | Irina Press            | Sowjetunion    | 10,6 s OR                    | 10,77 s                        |
| 2     | Gisela Birkemeyer      | Deutschland    | 10,9 s000                    | 11,01 s                        |
| 3     | Carole Quinton         | Großbritannien | 11,0 s000                    | 11,07 s                        |
| 4     | Zenta Kopp             | Deutschland    | 11,0 s000                    | 11,09 s                        |
| 5     | Teresa Ciepły          | Polen          | 11,2 s000                    | 11,40 s                        |
| 6     | Denise Laborie-Guénard | Frankreich     | 11,4 s000                    | 11,51 s                        |

## Finale

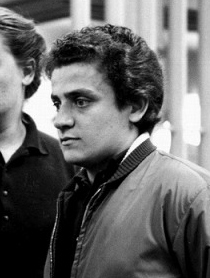
Nach zwei olympischen Rekorden im Vorlauf und im Halbfinale wurde Irina Press Olympiasiegerin

Datum: 1. September 1960, 17:10 Uhr

Wind: ±0,0 m/s
| Platz | Name              | Nation         | Offizielle Zeit handgestoppt | Inoffizielle Zeit elektronisch |
| ----- | ----------------- | -------------- | ---------------------------- | ------------------------------ |
| 1     | Irina Press       | Sowjetunion    | 10,8 s                       | 10,93 s                        |
| 2     | Carole Quinton    | Großbritannien | 10,9 s                       | 10,99 s                        |
| 3     | Gisela Birkemeyer | Deutschland    | 11,0 s                       | 11,13 s                        |
| 4     | Mary Bignal       | Großbritannien | 11,1 s                       | 11,22 s                        |
| 5     | Galina Bystrowa   | Sowjetunion    | 11,2s                        | 11,26 s                        |
| 6     | Rimma Koscheljowa | Sowjetunion    | 11,2 s                       | 11,28 s                        |

Bis auf die Australierin Norma Thrower erreichten alle Medaillenanwärterinnen das Finale. Schon im Vorlauf hatte die favorisierte sowjetische Hürdenläuferin Irina Press den olympischen Rekord egalisiert und ihn dann im Halbfinale weiter verbessert. Zum Weltrekord hatte ihr nur eine Zehntelsekunde gefehlt. Irina Press, Schwester der Kugelstoßerin und Diskuswerferin Tamara Press, agierte in diesen Jahren auch äußerst erfolgreich als Fünfkämpferin. Diese Disziplin stand allerdings hier in Rom noch nicht auf dem Programm, der Fünfkampf wurde erst vier Jahre später in Tokio olympisch.
Irina Press wurde ihrer Favoritenrolle gerecht und gewann dieses Rennen. Silber ging überraschend an die Britin Carole Quinton. Einen schlechten Start erwischte die deutsche Silbermedaillengewinnerin von 1956 Gisela Birkemeyer, die zunächst Mühe hatte, überhaupt vom letzten Platz wegzukommen, aber mit großem Kampfgeist noch die Bronzemedaille errang. Hinter ihr platzierte sich die zweite Britin Mary Bignal, spätere Mary Rand, als Vierte vor den beiden weiteren sowjetischen Läuferinnen Galina Bystrowa und Rimma Koscheljowa.

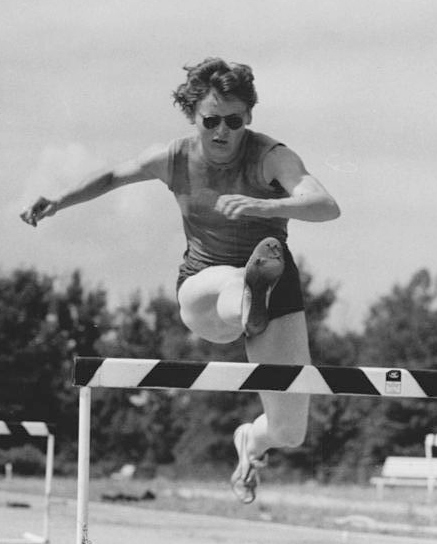
Nach olympischem Silber 1956 kämpfte sich Gisela Birkemeyer hier am Ende noch zu Bronze
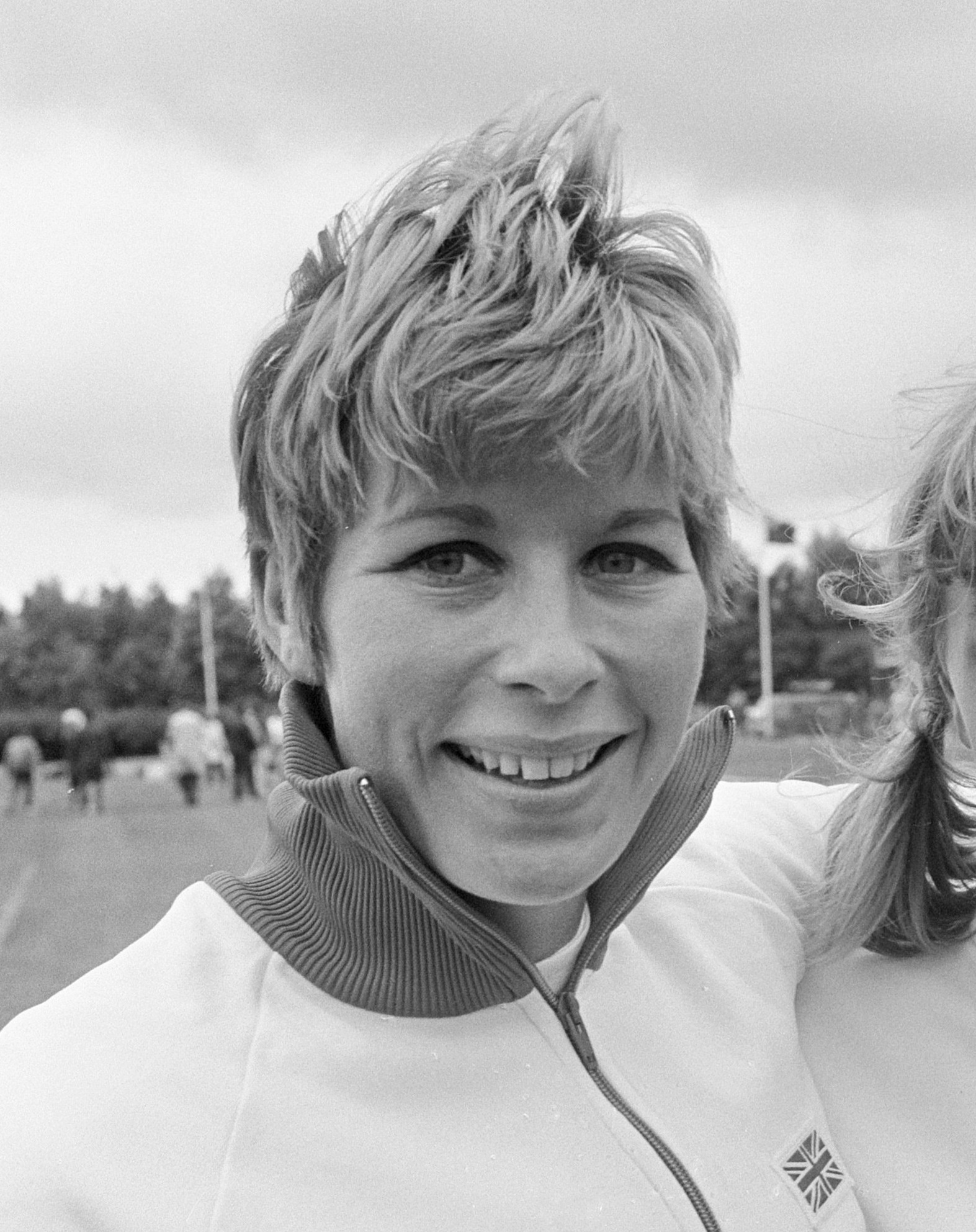
Mary Bignal, spätere Mary Rand, belegte knapp geschlagen Rang vier – 1964 wurde sie unter anderem Olympiasiegerin im Weitsprung
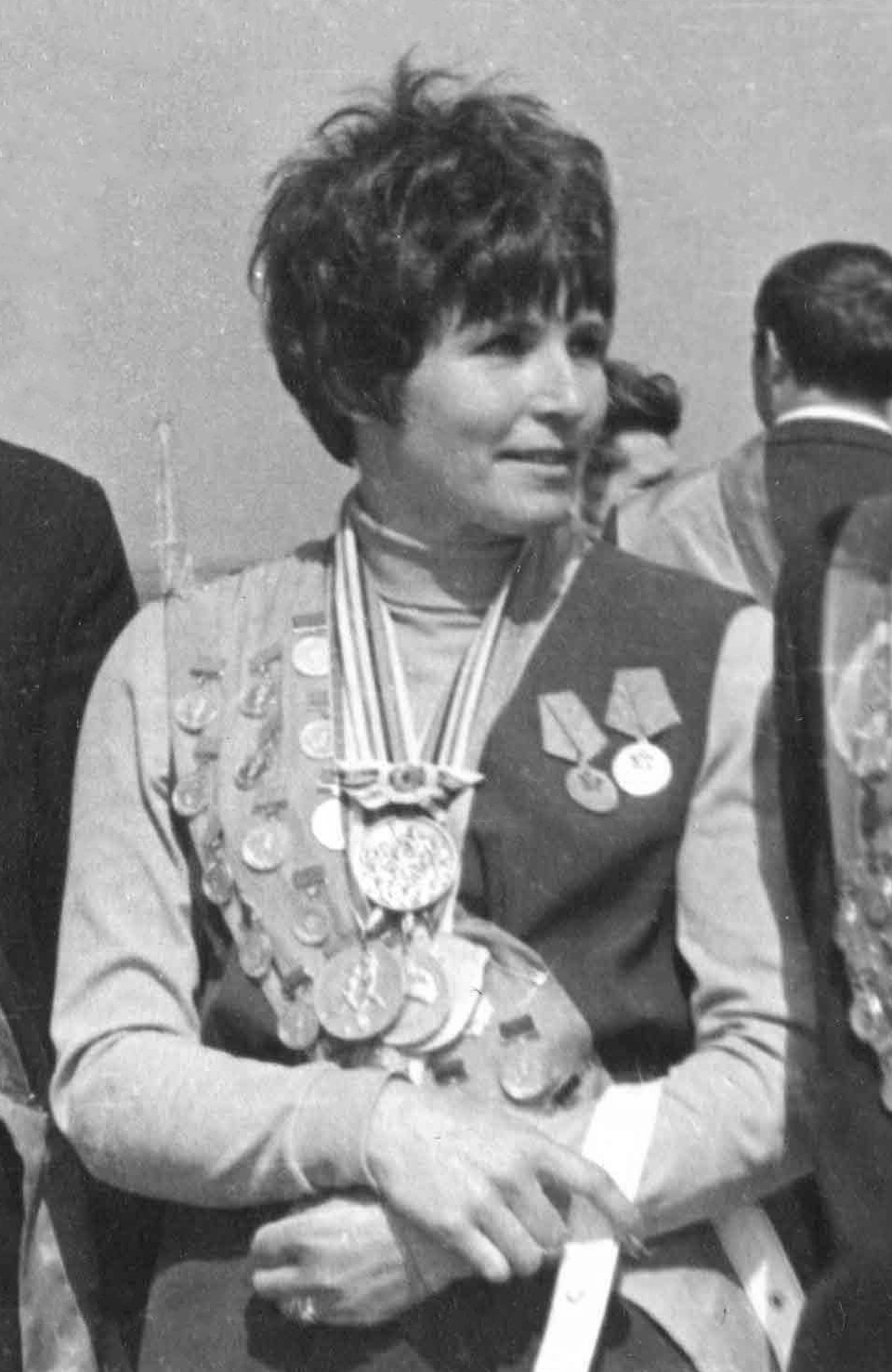
Die amtierende Europameisterin im Hürdensprint und im Fünfkampf Galina Bystrowa (hier im Jahr 1973) kam auf den fünften Platz

## Video
- 1960 80 Ostacoli Femminile Oro Irina Press, youtube.com, abgerufen am 22. Oktober 2017